# Discografia degli Haken
La discografia degli Haken, gruppo musicale progressive metal britannico attivo dal 2007, è costituita da sette album in studio, due dal vivo, due EP e oltre dieci singoli e video musicali.

## Album

### Album in studio
| Anno                                                                          | Titolo | Classifiche | Classifiche | Classifiche | Classifiche | Classifiche | Classifiche | Classifiche | Classifiche | Classifiche |
| Anno                                                                          | Titolo | UK          | BEL (Fl)    | BEL (Wa)    | FIN         | FRA         | DEU         | ITA         | NLD         | SWI         |
| ----------------------------------------------------------------------------- | --- | ----------- | ----------- | ----------- | ----------- | ----------- | ----------- | ----------- | ----------- | ----------- |
| 2010                                                                          | Aquarius - Pubblicato: 29 marzo 2010 - Etichetta: Sensory - Formati: CD, 2 CD, 2 LP+CD, download digitale, streaming                | —           | —           | —           | —           | —           | —           | —           | —           | —           |
| 2011                                                                          | Visions - Pubblicato: 25 ottobre 2011 - Etichetta: Sensory - Formati: CD, 2 CD, 2 LP+CD, download digitale, streaming               | —           | —           | —           | —           | —           | —           | —           | —           | —           |
| 2013                                                                          | The Mountain - Pubblicato: 2 settembre 2013 - Etichetta: Inside Out - Formati: CD, 2 LP+CD, MC, download digitale, streaming        | —           | —           | 166         | —           | —           | 60          | —           | 82          | 93          |
| 2016                                                                          | Affinity - Pubblicato: 29 aprile 2016 - Etichetta: Inside Out - Formati: CD, 2 CD, 2 LP+CD, download digitale, streaming            | 96          | 92          | —           | 23          | 188         | 24          | 79          | 43          | 36          |
| 2018                                                                          | Vector - Pubblicato: 26 ottobre 2018 - Etichetta: Inside Out, Sony Music - Formati: CD, 2 CD, 2 LP+CD, download digitale, streaming | —           | 91          | 198         | 20          | —           | 22          | 81          | 94          | 24          |
| 2020                                                                          | Virus - Pubblicato: 24 luglio 2020 - Etichetta: Inside Out, Sony Music - Formati: CD, 2 CD, 2 LP+CD, download digitale, streaming   | 91          | 66          | 48          | 12          | 142         | 12          | 63          | 30          | 7           |
| 2023                                                                          | Fauna - Pubblicato: 3 marzo 2023 - Etichetta: Inside Out, Sony Music - Formati: CD, 2 CD, 2 LP+CD, download digitale, streaming     | —           | 102         | 116         | 19          | 159         | 13          | 95          | 89          | 12          |
| "—" indica una pubblicazione non classificata o non pubblicata in quel Paese. | |             |             |             |             |             |             |             |             |             |

### Album dal vivo
| Anno | Titolo | Classifiche | Classifiche | Classifiche |
| Anno | Titolo | DEU         | NLD         | SWI         |
| ---- | --- | ----------- | ----------- | ----------- |
| 2018 | L-1VE - Pubblicato: 22 giugno 2018 - Etichetta: Inside Out, Sony Music - Formati: 2 CD+2 DVD, download digitale, streaming                         | 40          | 200         | 72          |
| 2025 | Liveforms: An Evening with Haken - Pubblicato: 22 giugno 2018 - Etichetta: Inside Out, Sony Music - Formati: 3 CD+BD, download digitale, streaming | —           | —           | —           |

## Extended play
| Anno | Titolo |
| ---- | --- |
| 2014 | Restoration - Pubblicato: 27 ottobre 2014 - Etichetta: Inside Out - Formati: CD, 12"+CD, download digitale, streaming   |
| 2018 | L+1VE - Pubblicato: 7 dicembre 2018 - Etichetta: Inside Out, Sony Music - Formati: 12"+CD, download digitale, streaming |

## Demo
| Anno | Titolo                                                                                                |
| ---- | --- |
| 2008 | Enter the 5th Dimension - Pubblicato: 2008 - Etichetta: indipendente - Formati: CD, download digitale |

## Singoli
| Anno | Titolo                     | Album di provenienza |
| ---- | -------------------------- | -------------------- |
| 2016 | Initiate                   | Affinity             |
| 2016 | The Endless Knot           | Affinity             |
| 2018 | In Memoriam (Live)         | L-1VE                |
| 2018 | The Endless Knot (Live)    | L-1VE                |
| 2018 | The Good Doctor            | Vector               |
| 2018 | Puzzle Box                 | Vector               |
| 2018 | A Cell Divides             | Vector               |
| 2020 | The Architect - Jazzfinity | /                    |
| 2020 | Prosthetic                 | Virus                |
| 2020 | Canary Yellow              | Virus                |
| 2020 | Invasion                   | Virus                |
| 2022 | Nightingale                | Fauna                |
| 2022 | The Alphabet of Me         | Fauna                |
| 2023 | Taurus                     | Fauna                |
| 2023 | Lovebite                   | Fauna                |
| 2023 | The Last Lullaby           | Fauna                |

## Videografia

### Video musicali
- 2013 – Pareidolia
- 2013 – Cockroach King
- 2014 – Darkest Light
- 2016 – Initiate
- 2016 – Earthrise
- 2017 – Lapse
- 2018 – In Memoriam (Live in Amsterdam)
- 2018 – The Endless Knot (Live in Amsterdam)
- 2018 – The Good Doctor
- 2018 – Puzzle Box
- 2018 – A Cell Divides
- 2020 – The Architect - Jazzfinity
- 2020 – Prosthetic
- 2020 – Canary Yellow
- 2020 – Invasion
- 2022 – Nightingale
- 2022 – The Alphabet of Me
- 2023 – Taurus
- 2023 – Lovebite